# سیارک ۴۸۱۴
سیارک ۴۸۱۴ (به انگلیسی: 4814 Casacci، نامگذاری:1978RW) چهار هزار و هشتصد و چهاردهمین سیارک کشف شده‌است که در ۱ سپتامبر ۱۹۷۸ کشف شد.
قدر مطلق سیارک برابر ۱۲٫۷۰ است.